# Thomas Aquilinus
Thomas Aquilinus, Szinnyeinél Aquilinus Tamás (Adler Tamás)
Nagyszebenből származott, feltehetőleg Lazarus Aquilinus doborkai lelkész fia volt. 1648 és 1651 között Königsbergben teológiát hallgatott. Két műve jelent meg nyomtatásban (két gyászjelentés):
- Lacrimae, quibus praematurum et luctuosissimum, ex hac vita discessum praestantissimi et doctissimi Joannis Folkenii Kizdensis Transilvani SS. Theol. studiosi 1648. 10. nov. exstincti, et 13. ejusd. tumulati, populares, debitae condolentiae ergo prosequuntur. Regiomonti
- Klaglied über den traurigen Todesfall der viel ehr- und tugendreichen Frau Agnetae Reichhelmerin, meiner herzlich geliebten Frau Mutter, welche den 8. Sept. des Jahres 1651. in Siebenbürgischer Hermannstadt selig entschlafen… Königsberg